# Tropidophora desmazuresi
Tropidophora desmazuresi fue una especie de molusco gasterópodo de la familia Pomatiasidae en el orden de los Mesogastropoda.

## Distribución geográfica
Fue  endémica de Mauricio.    